# الأوركسترا الوطنية العراقية للشباب

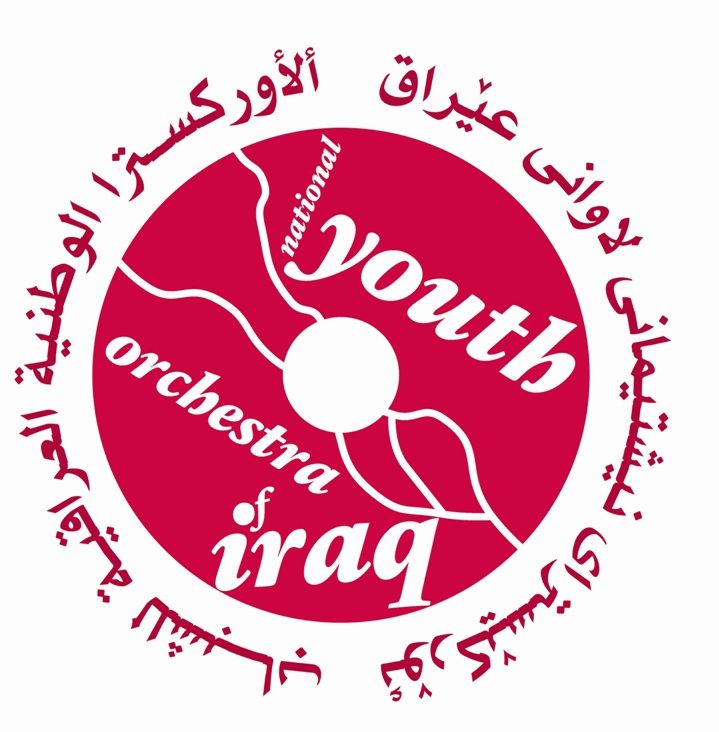
الشعار الرسمي للأوركسترا الوطنية العراقية للشباب عام 2011

الأوركسترا الوطنية العراقية للشباب(NYOI) هي فرقة موسيقية تضم موسيقيين من مختلف أنحاء العراق. تتراوح أعمار الأعضاء بين 14 و 29 سنة. يتم اختيارهم كل خريف وشتاء من خلال مجموعة من الاختبارات عبر الإنترنت والفيديو.

## الأوركسترا الوطنية العراقية للشباب
هي من بنات أفكار زحل سلطان في عمر 17 عامًا. عملت مع Raw Television في سلسلة Battlefront الحائزة على جوائز من قادة الجيل Y خلال 2008/9 لإنشاء الأوركسترا.
في سبتمبر/أيلول 2008، أرسل تلفزيون رو بيانًا صحفيًا بعنوان «مراهقة عراقية تسعى إلى الحصول على أوركسترا للشباب من أوركسترا» للصحافة البريطانية، قرأها القائد الإسكتلندي بول ماكاليندين ورد عليها. بعد اختيار بول كمخرج موسيقي، أحضرت زحل كصديقة وزميلة للموسيقي أليجرا كلاين، مدير الموسيقيين في هارموني في نيويورك. لقد عملوا معًا عبر الإنترنت لإعداد الدورة الصيفية الأولى لعام 2009.
تم تنظيم الاختبارات على يوتيوب مع لاعبين في بغداد والمنطقة الكردية في العراق. تم تأمين التمويل من حكومتي بغداد والكرد، وكذلك المجلس الثقافي البريطاني ومكتب الشؤون الخارجية والكومنولث في بريطانيا العظمى. أصبح المجلس الثقافي البريطاني، في ذلك الوقت من إخراج توني رايلي الشريك التنفيذي في العراق.

## الكورسات
تجتمع الأوركسترا مرة كل عام في دورة صيفية مدتها أسبوعان. للسنة الثانية على التوالي، عقدت الدورة في المنطقة الكردية في العراق. تشتمل الدورة التدريبية على تدريب مكثف من قبل الموسيقيين المحترفين الأوروبيين والأمريكيين، مما يتيح الفرصة للموسيقيين الموهوبين لتلقي دروس جماعية بالإضافة إلى واحد لأن واحدًا من الأعضاء كان لديهم القليل من التعليم أو تلقوا تعليمهم الذاتي. تتضمن الدورة جلسات كسر الجليد والترابط بين الأعضاء والمعلمين.